# Grewia rizalensis
Grewia rizalensis là một loài thực vật có hoa trong họ Cẩm quỳ. Loài này được Merr. mô tả khoa học đầu tiên năm 1912.